# MOL Liga (2011/2012)
Sezon MOL Liga rozegrany został na przełomie 2011 i 2012 roku. Był to 4. sezon rozgrywek o Mistrzostwo MOL Ligi w hokeju na lodzie. W rozgrywkach wzięło udział 8 zespołów.
Obrońcą tytułu była drużyna HC Csíkszereda, która w finale poprzedniej edycji pokonała Dunaújvárosi Acélbikák 4:1. Pierwsze mecze sezonu odbyły się 6 września 2011 roku. Rozgrywki sezonu zasadniczego zakończyły się 20 stycznia 2012 roku.

## Faza zasadnicza
Sezon zasadniczy rozpoczął się 6 września 2011 roku. Uczestniczyło w nim 8 drużyn, w tym trzy rumuńskie i pięć węgierskich, które rozegrały po 35 spotkań. Dwie najlepsze drużyny zapewniły sobie awans do półfinału. Cztery kolejne zaś, rywalizowały w fazie playoff, w której walczyły o awans do półfinałów. Pierwsze miejsce po rundzie zasadniczej zajmował zespół SC Miercurea-Ciuc.

### Tabela
| Lp. | Zespół                    | M  | Pkt | W  | WpD | PpD | P  | G + | G - | +/-  |
| --- | ------------------------- | -- | --- | -- | --- | --- | -- | --- | --- | ---- |
| 1   | SC Miercurea-Ciuc         | 35 | 83  | 25 | 2   | 4   | 4  | 169 | 76  | +93  |
| 2   | Dunaújvárosi Acélbikák    | 35 | 83  | 24 | 5   | 1   | 5  | 154 | 72  | +82  |
| 3   | SCM Brașov                | 35 | 59  | 18 | 1   | 3   | 13 | 147 | 116 | +82  |
| 4   | Miskolci JJSE             | 35 | 54  | 16 | 2   | 2   | 15 | 131 | 102 | +29  |
| 5   | Ferencvárosi TC           | 35 | 47  | 14 | 2   | 1   | 18 | 119 | 137 | -18  |
| 6   | CSA Steaua Bukareszt      | 35 | 47  | 13 | 2   | 4   | 16 | 124 | 160 | -36  |
| 7   | Alba Volán Székesfehérvár | 35 | 37  | 10 | 3   | 1   | 21 | 118 | 167 | -49  |
| 8   | Újpesti TE                | 35 | 10  | 3  | 0   | 1   | 31 | 82  | 214 | -132 |

Legenda:       = drużyny zapewniające sobie awans do półfinału,       = drużyny zapewniające sobie awans do playoff
L = lokata, M = liczba rozegranych spotkań, Pkt = Liczba zdobytych punktów, W = Wygrane, WpD = Wygrane po dogrywce lub karnych, PpD = Porażki po dogrywce lub karnych, P = Porażki (ogółem), G+ = Gole strzelone, G- = Gole stracone, +/- Różnica bramek